# Javnaðarflokkurin
A Javnaðarflokkurin a feröeri Szociáldemokrata Párt (szó szerint Egyenlőség Párt). A párt a Dániával való jelenlegi kapcsolat fenntartását szorgalmazza. 1925-ben alapították.
A párt a 2004-es választások után vált a kormánykoalíció fő erejévé. A 2008. január 19-i választásokon 19,4%-ot ért el, így a feröeri parlament 33 helyéből 6-ot szerzett meg – ez azonban elégnek bizonyult ahhoz, hogy két másik párttal ismét koalíciót alkosson. Jelenlegi elnöke Aksel V. Johannesen.

## Pártelnökök
- Maurentius Sofus Viðstein (1926–1936)
- Peter Mohr Dam (1936–1968)
- Einar Fróvin Waag (1968–1969)
- Jákup Frederik Øregaard (1969–1972)
- Atli Pætursson Dam (1972–1993)
- Marita Petersen (1993–1996)
- Jóannes Eidesgaard (1996–2011)[1]
- Aksel V. Johannesen (2011–)

## A pártminiszterelnökei
- Peter Mohr Dam (1958–1962, 1967–1968)
- Atli P. Dam (1970–1981, 1985–1989, 1991–1993)
- Marita Petersen (1993–1994)
- Jóannes Eidesgaard (2004–2008)
- Aksel V. Johannesen (2015–)

### Külső hivatkozások
- Hivatalos honlap (feröeri)